# グルグウィント・バルブトルック
グルグウィント・バルブトルック（Gurguit Barbtruc、ウェールズ語：Gwrgant Farfdrwch）は、年代記編纂者ジェフリー・オブ・モンマスの『ブリタニア列王史』に語られている、ブリトン人の伝説的王である。彼はベリヌスの息子であり、アイルランド人のために故郷を見つけたと言われている。
グルグウィント・バルブトルックは彼の父と祖父の手法を引き継ぐ平和的な王であった。しかし、デーン人の王がベリヌスの息子に貢ぎ物を渡すことを拒否した時、グルグウィントは艦隊を率いてデンマークへ侵攻し、王を殺し国を従属させた。
航海からの帰還後、グルグウィントは男女を乗せた30隻の船で構成された船団に遭遇した。この船団はヒスパニアからやって来たバスクレンセス族（バスク人）と呼ばれる人々であり、パルトロイムの指揮下にあった。彼らはヒスパニアから亡命しており、新たに住む土地を探し求めていた。グルグウィントは彼らをブリテン島で定住することを許可しなかったが、定住地として、この伝説によればそれまで無人だったヒベルニア島（現在のアイルランド島）を与えた。そしてバスクレンセス族はそこに定住した。
グルグウィントは安らかに亡くなり、彼の父が築いたカーリアンで荼毘に付された。グウィテリヌスが彼の跡を継いだ。

## 日本語文献
- ブリタニア列王史（訳：瀬谷幸男、南雲堂フェニックス）